# Obert Internacional d'Escacs Ciutat d'Olot
L'Obert Internacional d'Escacs Ciutat d'Olot és un torneig d'escacs que es juga a Olot. El torneig és organitzat pel Club Escacs Olot i és vàlid per Elo FIDE, FEDA i FCE. L'Obert d'Olot és computable pel Circuit Català d'Oberts Internacionals d'Escacs.

## Historial
Quadre de totes les edicions amb els tres primers de la classificació general:
| Any  | Edició | Participants | Campió                      | Subcampió                   | Tercer                         |
| ---- | ------ | ------------ | --------------------------- | --------------------------- | ------------------------------ |
| 2023 | XXII   | 126          | Francisco Vallejo Pons      | José González García        | Víktor Moskalenko              |
| 2022 | XXI    | 113          | Tomás Sosa                  | Miguel Muñoz Pantoja        | Alder Escobar Forero           |
| 2019 | XX     | 114          | Pere Garriga Cazorla        | Víktor Moskalenko           | Levan Aroshidze                |
| 2018 | XIX    | 104          | Ígor Glek                   | Jonathan Cruz Sánchez       | Pere Garriga Cazorla           |
| 2017 | XVIII  | 108          | Orelvis Pérez Mitjans       | Miguel Muñoz Pantoja        | Jaime Alexander Cuartas Medina |
| 2016 | XVII   | 120          | Cristhian Cruz Sánchez      | Fernando Peralta            | Camilo Ernesto Gómez Garrido   |
| 2015 | XVI    | 91           | Fernando Peralta            | Miguel Muñoz Pantoja        | Joan Mellado Triviño           |
| 2014 | XV     | 85           | Arian González Pérez        | Karèn H. Grigorian          | Lázaro Lorenzo De La Riva      |
| 2013 | XIV    | 99           | Levan Aroshidze             | Vladímir Burmakin           | Mauricio Flores Ríos           |
| 2012 | XIII   | 78           | Jorge A. González Rodríguez | Levan Aroshidze             | Óscar Banos                    |
| 2011 | XII    | 102          | Víktor Moskalenko           | Aramis Álvarez Pedraza      | Jorge A. González Rodríguez    |
| 2010 | XI     | 72           | Jorge A. González Rodríguez | Stefan Djuric               | Lluís Maria Perpinyà Rofes     |
| 2009 | X      | 84           | Aleksandr Ipàtov            | Jorge A. González Rodríguez | Miguel Muñoz Pantoja           |
| 2008 | IX     | 76           | Alexandre Pablo Marí        |                             |                                |
| 2007 | VIII   | 94           | Davor Komljenovic           | Fidel Corrales Jiménez      | Vladimir Petkov                |
| 2006 | VII    | 65           | Vladímir Iepixin            | Víktor Moskalenko           | Azer Mirzoev                   |
| 2005 | VI     |              |                             |                             |                                |
| 2004 | V      | 60           | Vladimir Lazarev            | Miguel Muñoz Pantoja        | Alejandro Rios                 |
| 2003 | IV     | 45           | Alexandre Pablo Marí        | Javier Campos Moreno        | Miguel Muñoz Pantoja           |
| 2002 | III    |              |                             |                             |                                |
| 2001 | II     |              |                             |                             |                                |
| 2000 | I      |              |                             |                             |                                |